# Agaleptus drumonti
Agaleptus drumonti là một loài bọ cánh cứng trong họ Cerambycidae.